# 黒板太字

黒板太字体の文字の例

黒板太字（こくばんふとじ、英: Blackboard bold；黒板ボールド、ブラックボードボールド）は、記号の一部の線（主に垂直線あるいはそれに近い線）を二重打ちにする書体のスタイルである。
しばしば数学の書籍におけるある種の記号に対して用いられ、数の成す集合によく用いられる。黒板太字体の文字は、重ね打ち体 (double struck) として言及されることもある（実際にはタイプライターで重ね打ちをしてもこの字体になるわけではない）。

## 概説
シカゴマニュアル (CMoS)は1993年の第14版では "[b]lackboard bold should be confined to the classroom（黒板太字は教室内に限るべきである）" (13.14) と忠告しているが、2003年の第15版では、"[o]pen-faced (blackboard) symbols are reserved for familiar systems of numbers（よく知られた数の体系のために黒板太字の記号が用意されている）" (14.12) と記述している。
書籍によってはこれらの文字を単なるボールド体で示しているものもある。もとを正せば黒板太字体は、黒板に太字を書く際に太くない文字との違いをはっきりさせるための方法として用いられたのだが、そこから離れて印刷でも普通の太字と異なる一つのスタイルとして用いられたのは、恐らく複素解析の教科書の Gunning & Rossi (1965) が最初である。そして、数学者の中には黒板太字と通常の太字を区別しない者もいる。例えばセールは、黒板以外で「黒板太字」を用いることに対して公に強く非難していて、自身は黒板で太字を書くときに重ね打ち字体を用いるけれども、それと同じ記号に対して自身の出版物においては一貫して通常の太字を用いている。クヌースも出版物における黒板太字の使用について苦言を呈している。
黒板太字記法はブルバキが導入したものだという誤った主張がされることがあるが、それに反して秘密結社ブルバキの個々のメンバーは黒板において重ね打ち書体が普及してからも、彼らの著書において通常の太字体を用いている。
黒板太字で書かれる記号は、普通の文字で組版されたものが多くの異なる意味を以って用いられるのと異なり、それらの持つ意味の解釈はほぼ普遍的なものである。
数学書で標準的な組版システムであるLaTeXは黒板太字体を直接サポートしているわけではないが、アメリカ数学会 (AMS) によるアドオンの AMS フォントパッケージ (amsfonts) がそれを担っており、例えばRの黒板太字体である {\displaystyle \mathbb {R} } は \mathbb{R} と入力すればレンダリングされる。
ユニコードでは、比較的よく用いられるごく僅かの黒板太字体の文字 ( {\displaystyle \mathbb {C,H,N,P,Q,R,Z} } ) だけが基本多言語面 (BMP) の文字様記号 (2100–214F) に、DOUBLE-STRUCK CAPITAL C などとして収録されている。そして残りは BMP の外の U+1D538 から U+1D550 まで（BMP 収録分以外のアルファベット大文字）と、U+1D552 から U+1D56B まで（アルファベット小文字）および U+1D7D8 から U+1D7E1 まで（数字）に収録されている。BMP の外にあるということは、これらは比較的新しく、広くサポートされているわけではない、ということである。

## 表示例
以下の表は利用可能な黒板太字体の文字を総列挙したものである。
第一の列にはこれらの文字を遍在するLaTeXマークアップ言語での典型的なレンダリングを示したものである（重ね打ちや追加的に定義された文字は専用のパッケージなどが必要）。第二の列はユニコードのコードポイント。第三の列は文字のグリフ自体をユニコードで表示したもの（ブラウザが対応していてかつ適当なフォントにアクセスできるならば、その場合に限り適正に表示されるはずである）。最後の列は、数学書での典型的な（しかし、これが普遍的なわけではない）使われ方を記してある。
| LaTeX                        | ユニコード（16進） | 記号 | 数学的な用法 |
| ---------------------------- | ------------------ | ---- | --- |
| {\displaystyle \mathbb {A} } | U+1D538            | 𝔸    | アフィン空間やアデール環を表す。代数的数体（Q の代数閉包）を表すこともあるが、その目的では {\displaystyle {\overline {\mathbb {Q} }}} とも書かれる（Q を使うことも多い）。また代数的整数環（代数的数体の重要な部分環）を表すこともある。 |
|                              | U+1D552            | 𝕒    | |
| {\displaystyle \mathbb {B} } | U+1D539            | 𝔹    | 球体やブール領域、あるいは体のブラウアー群を表すこともある。 |
|                              | U+1D553            | 𝕓    | |
| {\displaystyle \mathbb {C} } | U+2102             | ℂ    | 複素数体を表す。 |
|                              | U+1D554            | 𝕔    | |
| {\displaystyle \mathbb {D} } | U+1D53B            | 𝔻    | ガウス平面上の（例えば双曲平面のモデルとしての）単位開円板を表す。あるいは十進小数の全体を表す。 |
|                              | U+1D555            | 𝕕    | |
|                              | U+2145             | ⅅ    | |
|                              | U+2146             | ⅆ    | 微分記号を表すことがある。 |
| {\displaystyle \mathbb {E} } | U+1D53C            | 𝔼    | 確率変数の期待値、あるいはユークリッド空間、または体の塔に属する体を表す。 |
|                              | U+1D556            | 𝕖    | 単位ベクトルに使うことがある。 |
|                              | U+2147             | ⅇ    | 数学定数であるネイピア数に使うことがある。 |
| {\displaystyle \mathbb {F} } | U+1D53D            | 𝔽    | 何らかの体を表す。位数を下付きにして有限体を表すことが多い。また、ヒルツェブルク曲面や、生成元の数（無限の場合は生成集合）を伴って自由群を表すこともある。                                                                               |
|                              | U+1D557            | 𝕗    | |
| {\displaystyle \mathbb {G} } | U+1D53E            | 𝔾    | グラスマン多様体や何らかの群、特に代数群を表す。 |
|                              | U+1D558            | 𝕘    | |
| {\displaystyle \mathbb {H} } | U+210D             | ℍ    | 四元数体（H はWilliam Rowan Hamiltonの頭文字）や、上半平面、双曲空間、あるいは複体の超コホモロジーを表す。 |
|                              | U+1D559            | 𝕙    | |
| {\displaystyle \mathbb {I} } | U+1D540            | 𝕀    | 稀に代数的構造の上の恒等写像を記述するのに用いられる。あるいは純虚数全体のなす集合（虚数単位の実数倍の全体）。 |
|                              | U+1D55A            | 𝕚    | |
|                              | U+2148             | ⅈ    | まれに虚数単位を表す。 |
| {\displaystyle \mathbb {J} } | U+1D541            | 𝕁    | 時に無理数全体のなす集合 R∖Q ({\displaystyle \mathbb {R} \smallsetminus \mathbb {Q} })を表す。 |
|                              | U+1D541            | 𝕛    | |
|                              | U+2149             | ⅉ    | |
| {\displaystyle \mathbb {K} } | U+1D542            | 𝕂    | 体（典型的には係数体）を表す。これはドイツ語で体を表す Körper（「体（からだ）」も意味する；フランス語では corps）に由来する用法。またコンパクト空間を表すのにも用いられる。                                                              |
|                              | U+1D55C            | 𝕜    | |
| {\displaystyle \mathbb {L} } | U+1D543            | 𝕃    | レフシェッツ・モチーフを表す。モチーフを参照。 |
|                              | U+1D55D            | 𝕝    | |
| {\displaystyle \mathbb {M} } | U+1D544            | 𝕄    | モンスター群を表す。 |
|                              | U+1D55E            | 𝕞    | |
| {\displaystyle \mathbb {N} } | U+2115             | ℕ    | 自然数の全体を表す。0 を含むか否かは文脈や著者の流儀による。 |
|                              | U+1D55F            | 𝕟    | |
| {\displaystyle \mathbb {O} } | U+1D546            | 𝕆    | 八元数の集合を表す。 |
|                              | U+1D560            | 𝕠    | |
| {\displaystyle \mathbb {P} } | U+2119             | ℙ    | 射影空間、事象の起きる確率、素数の全体、冪集合、正数の全体、無理数の全体、強制法の半順序集合などを表す。 |
|                              | U+1D561            | 𝕡    | |
| {\displaystyle \mathbb {Q} } | U+211A             | ℚ    | 有理数体を表す（Q は商 (quotient) の頭文字）。 |
|                              | U+1D562            | 𝕢    | |
| {\displaystyle \mathbb {R} } | U+211D             | ℝ    | 実数体を表す。 |
|                              | U+1D563            | 𝕣    | |
| {\displaystyle \mathbb {S} } | U+1D54A            | 𝕊    | 十六元数の集合、あるいは球面を表す。 |
|                              | U+1D564            | 𝕤    | |
| {\displaystyle \mathbb {T} } | U+1D54B            | 𝕋    | トーラス（もしくは円周群）、ヘッケ環（ヘッケはヘッケ作用素を Tn( あるいは {\displaystyle \mathbb {T} _{\text{𝕟}}}) と書いた）、熱帯半環 (Tropical semi-ring) 、ツイスター空間などを表す。                                                |
|                              | U+1D565            | 𝕥    | |
| {\displaystyle \mathbb {U} } | U+1D54C            | 𝕌    | |
|                              | U+1D566            | 𝕦    | |
| {\displaystyle \mathbb {V} } | U+1D54D            | 𝕍    | ベクトル空間を表す。 |
|                              | U+1D567            | 𝕧    | |
| {\displaystyle \mathbb {W} } | U+1D54E            | 𝕎    | 自然数全体（whole number; ここでは非負整数全体の意味で）を表す（これは N0 とも書かれる）。 |
|                              | U+1D568            | 𝕨    | |
| {\displaystyle \mathbb {X} } | U+1D54F            | 𝕏    | まれに任意の距離空間を表すのに使われる。 |
|                              | U+1D569            | 𝕩    | |
| {\displaystyle \mathbb {Y} } | U+1D550            | 𝕐    | |
|                              | U+1D56A            | 𝕪    | |
| {\displaystyle \mathbb {Z} } | U+2124             | ℤ    | 整数環（Z はドイツ語で「数」を意味する Zahlen の頭文字）。 |
|                              | U+1D56B            | 𝕫    | |
|                              |                    |      | |
|                              | U+213E             | ℾ    | |
|                              | U+213D             | ℽ    | |
|                              | U+213F             | ℿ    | |
|                              | U+213C             | ℼ    | |
|                              | U+2140             | ⅀    | |
|                              |                    |      | |
|                              | U+1D7D8            | 𝟘    | 束論においての最小元 |
|                              | U+1D7D9            | 𝟙    | 集合論で、強制法の半順序集合の最大元を表すのによく用いられる。まれに行列環の単位行列。 |
|                              | U+1D7DA            | 𝟚    | |
|                              | U+1D7DB            | 𝟛    | |
|                              | U+1D7DC            | 𝟜    | |
|                              | U+1D7DD            | 𝟝    | |
|                              | U+1D7DE            | 𝟞    | |
|                              | U+1D7DF            | 𝟟    | |
|                              | U+1D7E0            | 𝟠    | |
|                              | U+1D7E1            | 𝟡    | |

ギリシャ文字 μ の黒板太字は（ユニコードにはないが）数論学者や代数幾何学者が 1 の n乗根全体の成す群（もっと言えば群スキーム）を表すのに（下付きの n を付けて）用いることがある。